# Volgagös
Volgagös (Sander volgensis) är en fisk i familjen abborrfiskar som finns i Svarta havet och flera östeuropeiska floder. 

## Utseende
En långsmal fisk med två ryggfenor, den andra med 19 till 22 grenade mjukstrålar. Till skillnad från de flesta europeiska gösar saknar den huggtänder. Rygg och sidor är metallglänsande med flera breda, mörka tvärband; buken är ljus. Arten är en liten fisk; som mest kan den bli 40 cm lång.

## Vanor
Volgagösen lever i sjöar och stora, grumliga floder, där den kan gå ut i flodmynningarnas brackvatten. Den förekommer även i kustnära brackvattenssjöar. Den jagar sin föda, småfisk och ryggradslösa djur, i gryning och skymning. Larver och ungfiskar är pelagiska och lever av djurplankton. Högsta konstaterade ålder är 12 år.

### Fortplantning
Arten blir könsmogen vid en ålder av 3 till 4 år och en längd på 20 till 30 cm. Den leker i ungefär en månad under april och maj vid en temperatur på 10-22°C, då den kan företa mindre vandringar till lekområdena. Hanen försvarar ett revir där han på ett djup av 1 till 2 m gräver grunda gropar i sand-, grusbotten eller bland vattenväxter, i vilka honan lägger sina ägg.

## Utbredning
Volgagösen finns vid norra Svarta havet i Donau upp till Wien, i Kubans flodområde och kring Kaspiska havet i Volga och Uralfloden.

## Ekonomisk användning
Arten är föremål för kommersiellt fiske och sportfiske.